# Friedrich Speidel
Friedrich Speidel jun. (* 1868 in Pforzheim; † 1937) war ein deutscher Bergbauunternehmer in Griechenland.

## Leben

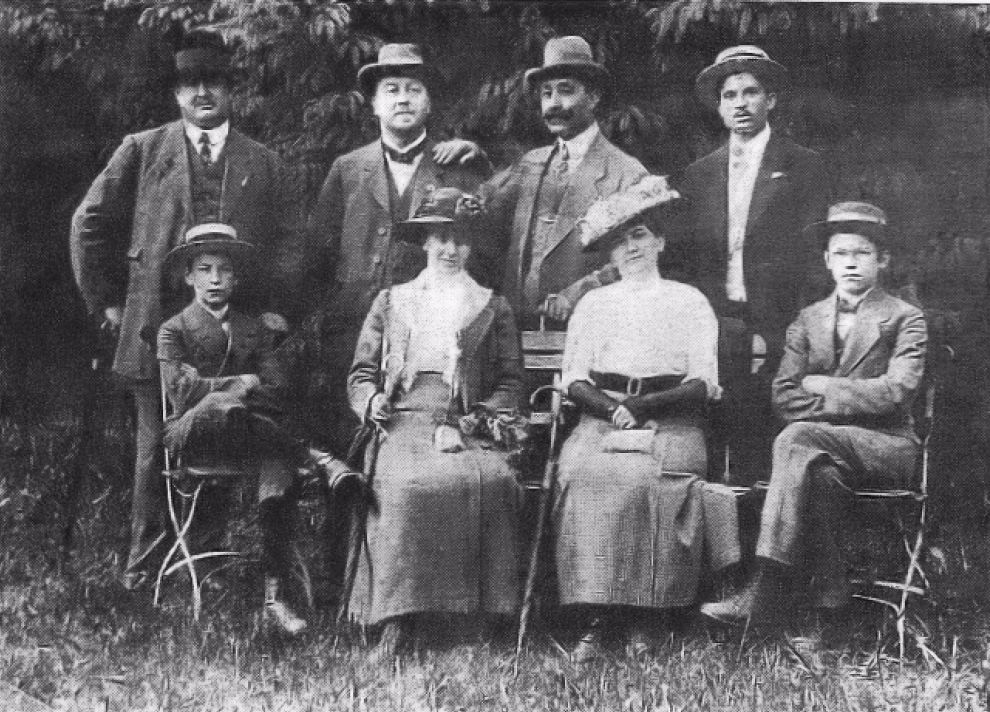
Familie Speidel in Limenaria

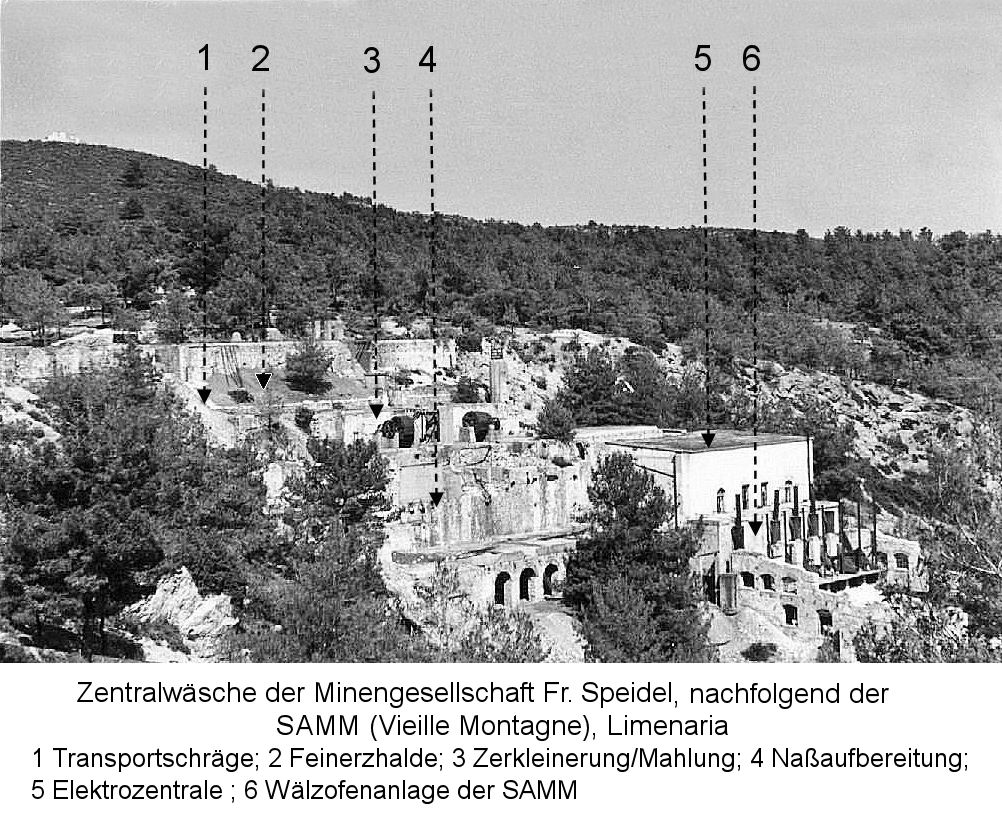
Zentralwäsche in Limenaria

Etwa 700 Jahre nach dem zuletzt von den Byzantinern auf der Insel Thasos betriebenen Blei/Zink/Silbererzbergbau regte sich zu Beginn des 20. Jahrhunderts internationales Interesse an einer Wiederaufnahme der Ausbeutung der reichen, von alters her bekannten Erzvorkommen. Aufgrund der Besitzverhältnisse war jedoch der Zugang auf die Insel erschwert und das Unternehmerrisiko groß.
Unter diesen Umständen war es besonders bemerkenswert, dass sich Friedrich Speidel jun. aus Pforzheim entschloss, die Ausbeutung der Galmei-Vorkommen auf der Insel zu betreiben. In langwierigen Verhandlungen mit dem türkischen Eigentümer der Insel kam es 1903 zum Abschluss eines Konzessions- und Pachtvertrages für das Vorkommen Vouves bei Limenaria, der 1905 auf das Gebiet von Sotiras im Nordwesten ausgedehnt wurde. Die Minengesellschaft Fr. Speidel Thasos-Pforzheim nahm im Juli 1903 Abbau, Aufbereitung, Kalzinierung und Verschiffung von Galmeierzen und -produkten auf. Der erfolgreiche Betrieb musste zu Beginn des Ersten Weltkrieges geschlossen werden. Die Aufbereitungs- und Verhüttungsanlagen in Limenaria wurden 1916 zerstört.
Bei der Versteigerung seines konfiszierten Unternehmens durch die griechische Regierung im Jahre 1925 beteiligte sich Friedrich Speidel, wurde jedoch von einer belgischen Gesellschaft überboten.
Die Verdienste von Friedrich Speidel jun. und seinem Neffen, Julius Speidel, um die Entwicklung und den damaligen wirtschaftlichen Aufschwung der Insel, den lagerstättenmäßigen Erkenntnissen zur anschließenden Weiterführung des Erzabbaus, sind heute noch unvergessen. Die griechische Regierung beabsichtigte, dies durch Errichtung eines Bergbauparks mit den stillgelegten Abbauen, der verfallenen Aufbereitungs- und Verhüttungsanlage und des Wohn- und Verwaltungs-Gebäudes, den Palati in Limenaria als Museum, zu würdigen. Die mit lokalen und EU-Mitteln (600.000 €) durch die IGME zu erstellende Projektstudie blieb unveröffentlicht, der Speidel Palati blieb 2005 nach seiner Entkernung in unfertigem Zustand und befindet sich heute in ungeschütztem Verfall.

## Literatur und Quellen

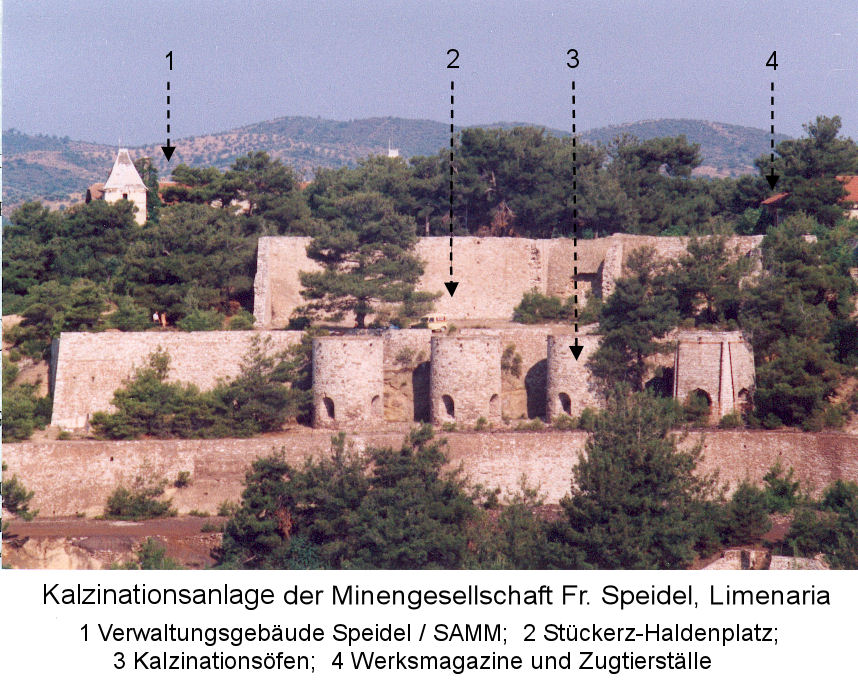
Kalzinationsanlage in Limenaria